# Quarto Superiore
Quarto Superiore è una frazione del comune di Bologna, situata a nord-est rispetto al capoluogo e facente parte del quartiere San Donato-San Vitale. Dista circa sei chilometri dalle cerchia murarie, un chilometro dalla frazione di San Sisto e due chilometri dal Pilastro.
Si trova a pochi chilometri di distanza da Quarto Inferiore, frazione del comune di Granarolo dell'Emilia.
Quarto Superiore sorge su un crocevia di strade di campagna che conducono a Bologna, a Granarolo e a Castenaso. Nel centro dell'abitato, costituito da poche abitazioni, sorge una elegante e ben conservata chiesa parrocchiale, l'unico monumento rilevante del luogo.